# Kazue Ito
Kazue Ito (伊藤 かずえ Itō Kazue?) (nacida el 7 de diciembre de 1966) es una actriz japonesa de Seya-ku, Yokohama, Prefectura de Kanagawa.

## Carrera
Asistió a Escuela Secundaria Kibogaoka e hizo su debut como actriz en 1978 como talento Horipro y también ha expresado Shura en el Anime Rurouni Kenshin. También funciona como un cantante, incluyendo las canciones de tema apertura y cierre para el serie tokusatsu Morimori Bokkun. Ito conocida por su papel de Miki Masaki (真咲 美希 Masaki Miki?) en el serie Super Sentai Series 2007 Jūken Sentai Gekiranger. También interpretó a la madre de Mako Shiraishi en Samurai Sentai Shinkenger.

## Filmografía

### Series de TV
- Ponytail wa Furimukanai (1985)
- Jūken Sentai Gekiranger como Miki (2007)
- Samurai Sentai Shinkenger como ex-Shinkenpink/madre de Mako Shiraishi (2009, invitado)

### Película
- Juken Sentai Gekiranger: Nei-Nei! Hō-Hō! Gran Batalla en Hong Kong como Miki (2007)
- Juken Sentai Gekiranger vs. Boukenger como Miki (2007)
- Engine Sentai Go-onger vs. Gekiranger como Miki (2008)

### Actuación de voz
- Rurouni Kenshin como Shura